# Serica alleni
Serica alleni är en skalbaggsart som beskrevs av Saylor 1939. Serica alleni ingår i släktet Serica och familjen Melolonthidae. Inga underarter finns listade i Catalogue of Life.